# Château de Cassis
Pour les articles homonymes, voir Cassis.
Le château de Cassis est un ancien château fort de l'Empire carolingien du VIIIe siècle, situé à Cassis dans les Bouches-du-Rhône, en Provence-Alpes-Côte d'Azur. Bâti sur une falaise qui surplombe le port de la cité, la mer Méditerranée, le vignoble de cassis, entre les Calanques et le Cap Canaille, à 20 km au sud-est de Marseille, il est actuellement une chambre d’hôte  de prestige.

## Historique
Lieu de commerce maritime du bassin méditerranéen durant les périodes étrusque, celto-ligure (Oppidum Baou Redoun), grecque, et gallo-romaine, la cité de Cassis est attestée au Ier siècle av. J.-C. de l'Empire romain. 

Calanques de Cassis côté mer
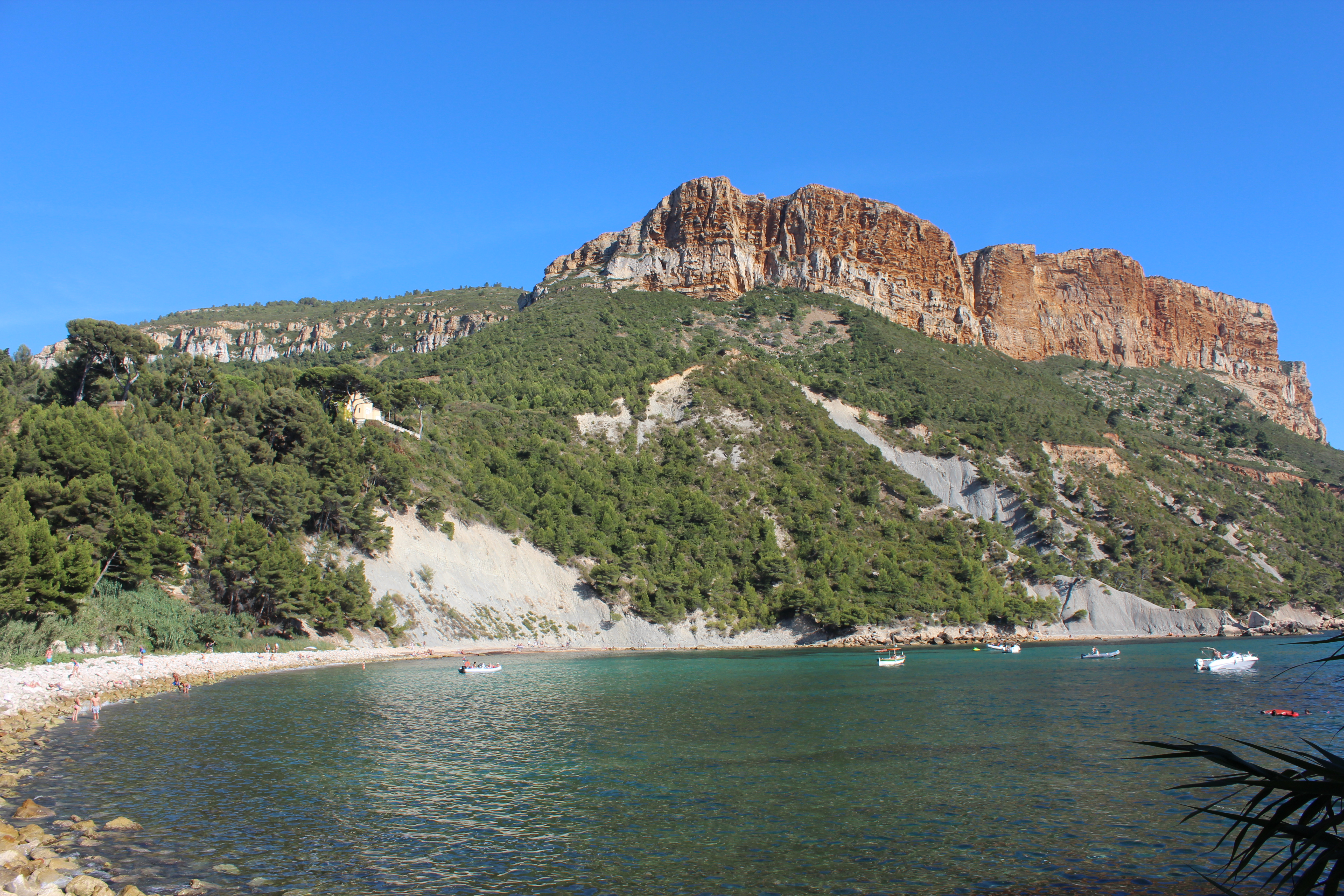
Cap Canaille (Cassis)
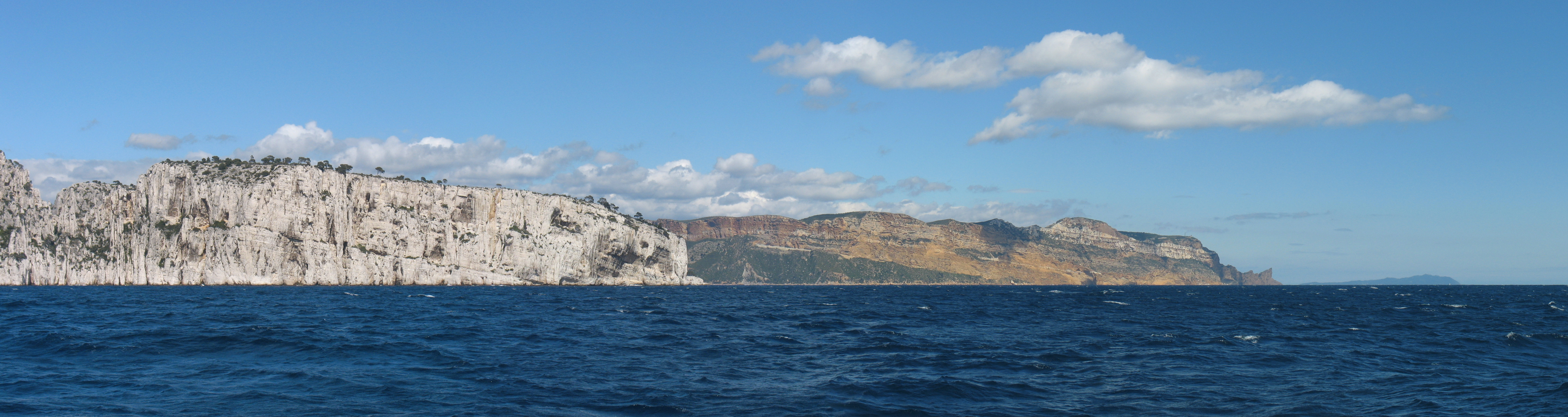
Calanque de Cassis

Baptisée « Carsicis Portus » (port de Cassis en latin) dans l'Itinéraire d'Antonin, elle se développe avec le temps, autour de son port de commerce maritime, de la pêche, de son vignoble de cassis, et de l'exportation de la pierre de Cassis dans tout le bassin méditerranéen...

Château de Cassis
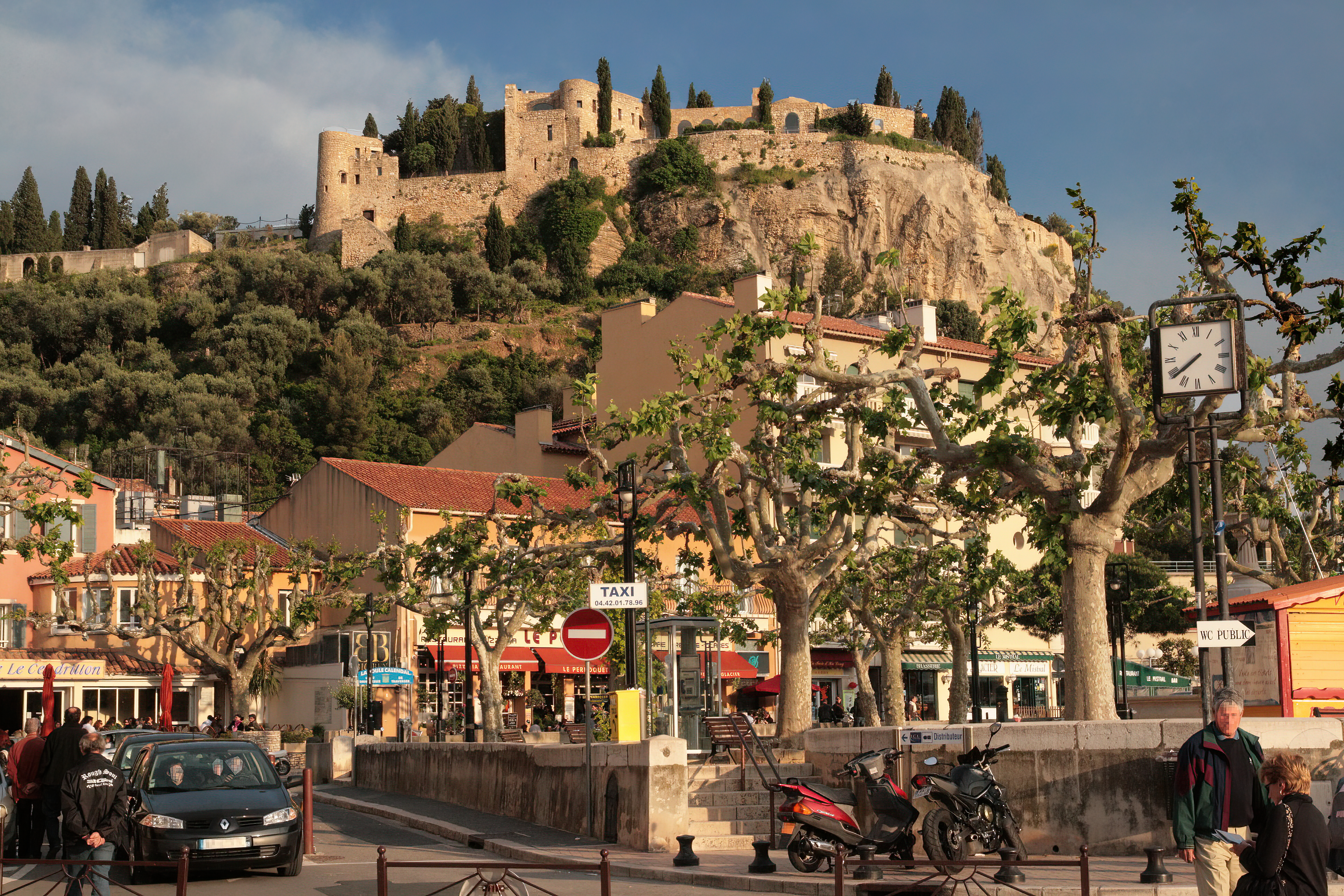
Depuis Cassis
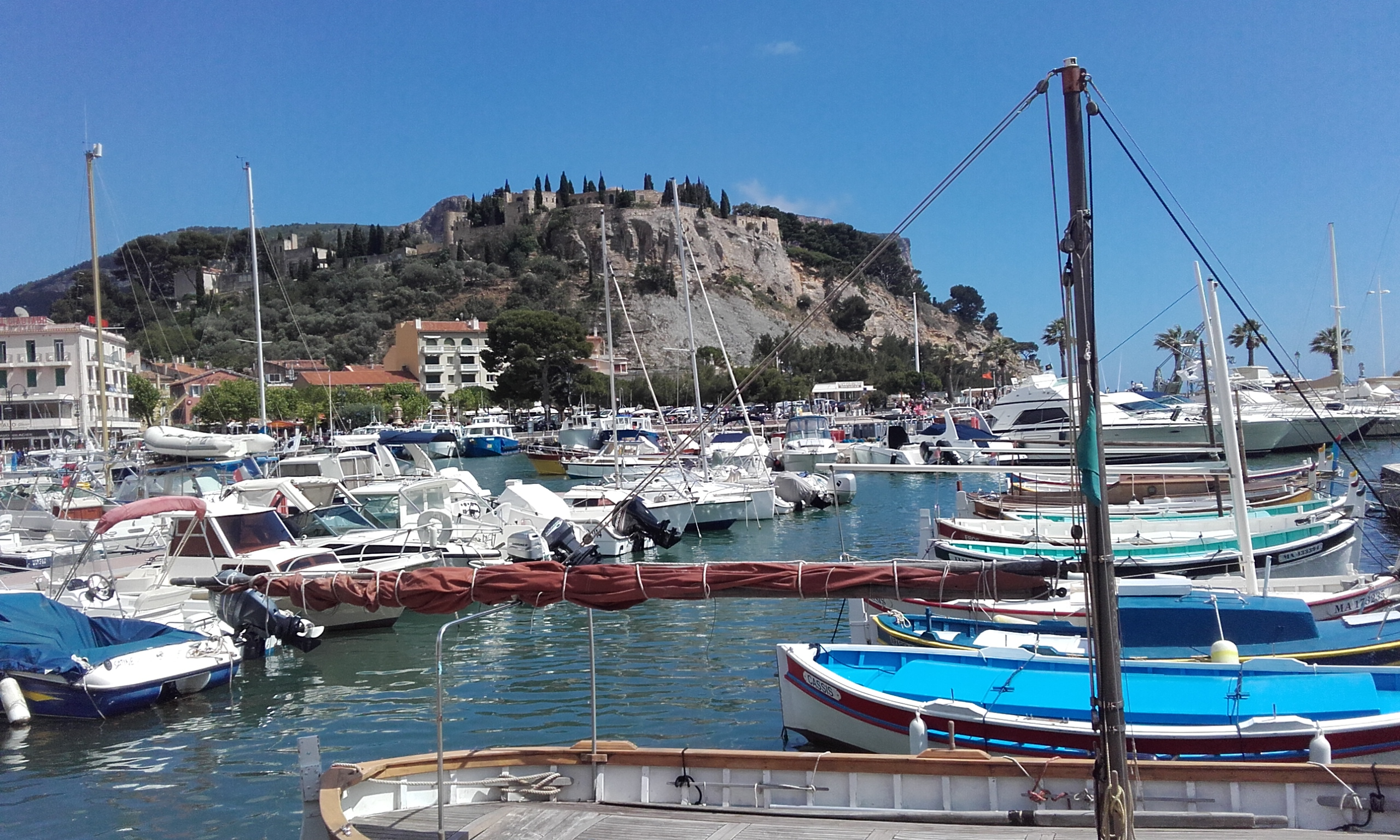
Depuis le port
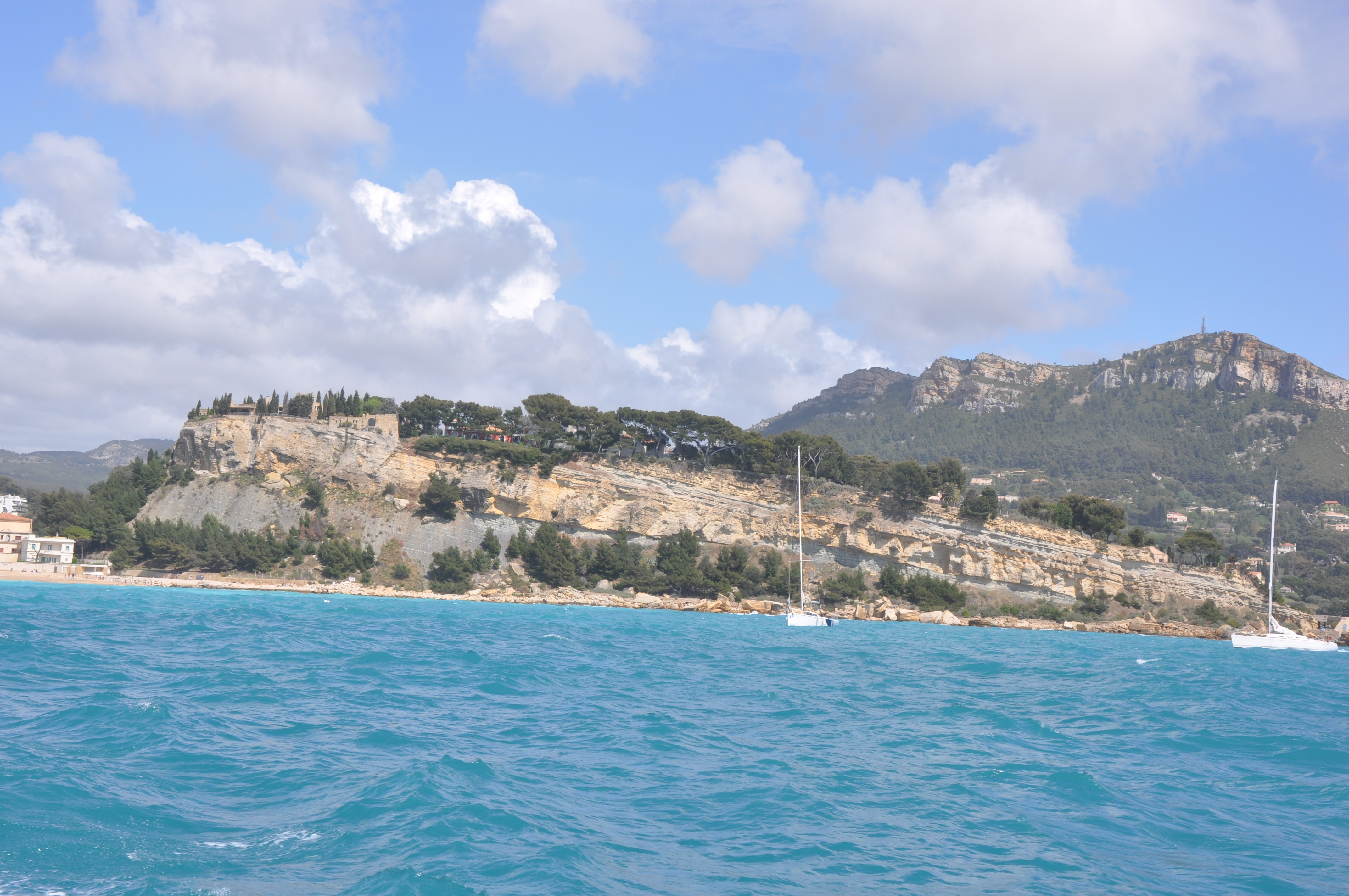
Depuis la mer

Au Ve siècle, une tour d'observation en bois ou en pierres, domine la ville antique et le port. Au VIIe siècle durant les invasions barbares (Royaume wisigoth, Mérovingiens...) et le déclin de l'Empire romain d'Occident, la population fuit les ports de Provence et se réfugie à l’intérieur des terres dans des castrums. Au VIIIe siècle durant la conquête musulmane de la péninsule Ibérique, et les invasions sarrasines de l'Empire carolingien, une première enceinte fortifiée est construite, dont subsiste à ce jour une tour dite « sarrasine ».

Blason des seigneurs des Baux, au-dessus de la porte d'entrée

Crosse épiscopale des évêques de Marseille, des armoiries de Cassis

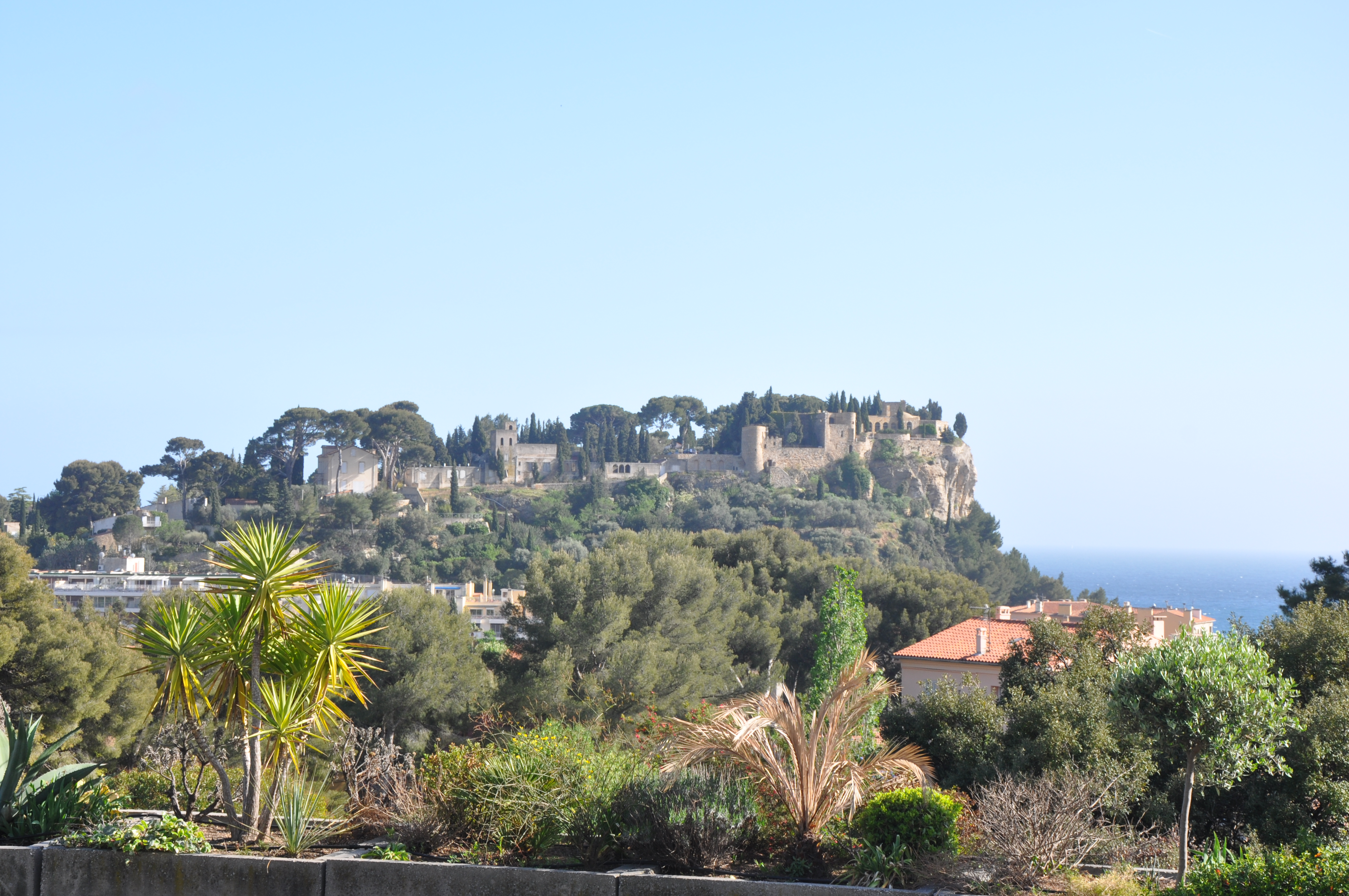
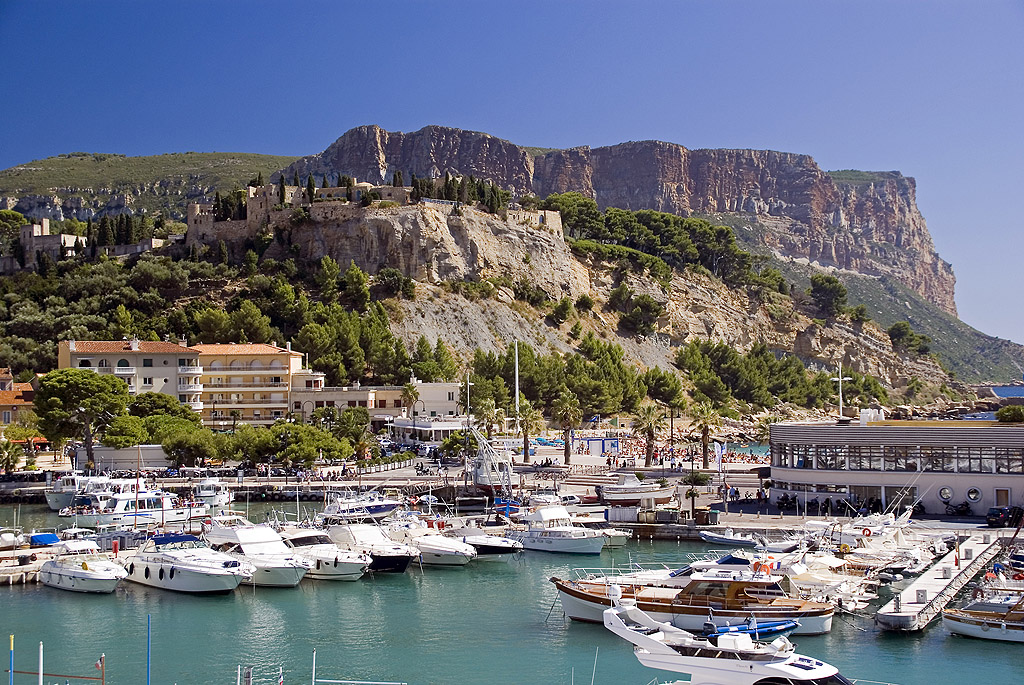
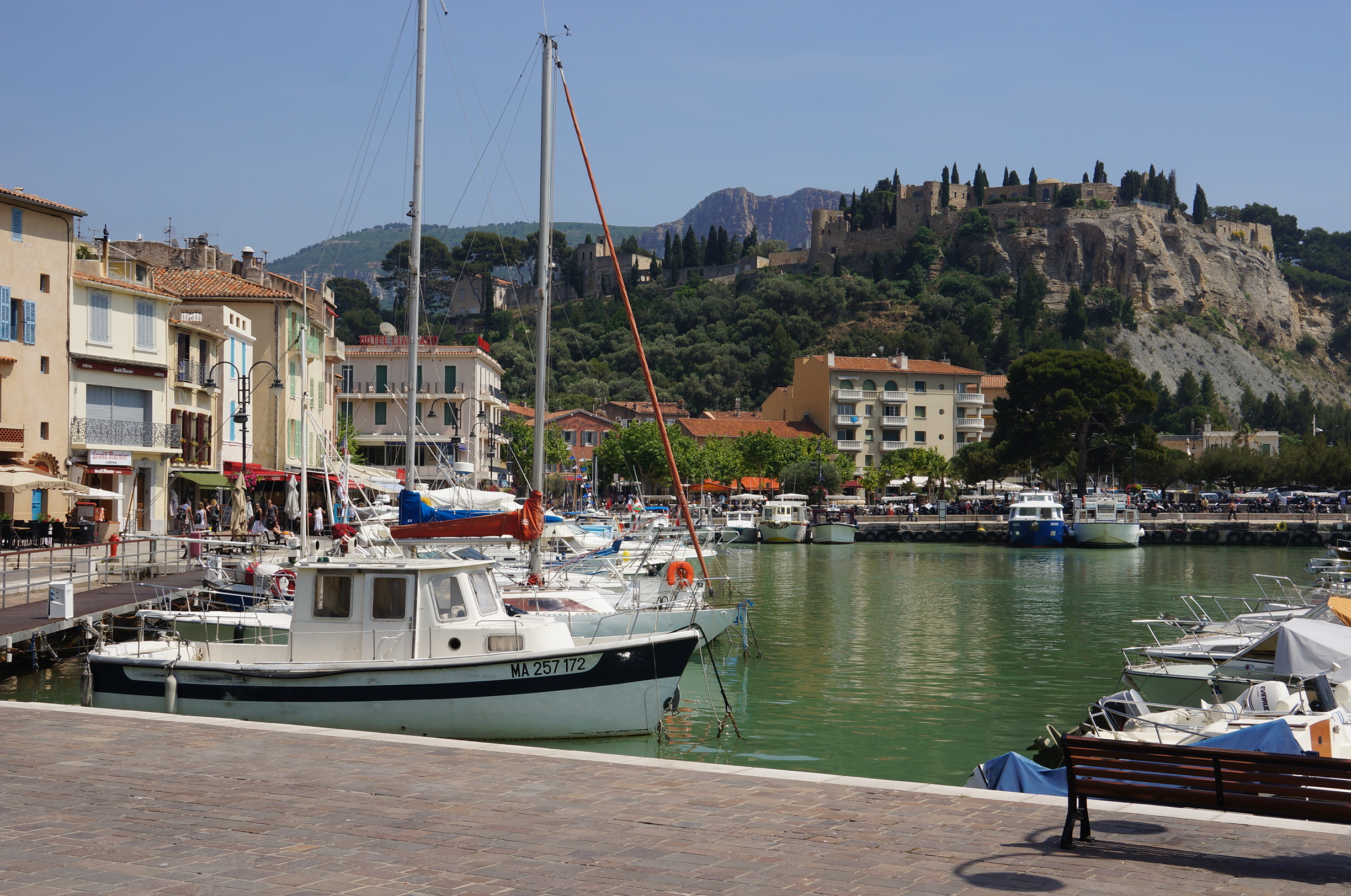

En 1223, la puissante famille des seigneurs des Baux prend possession de la seigneurie de Cassis et de son château. Durant la guerre de Cent Ans (1337 à 1453), pour renforcer ses défenses maritimes, les seigneurs des Baux font édifier l'enceinte actuelle constituée d'un ensemble de murailles et quatre tours carrées de 8,5 m de hauteur autour de plusieurs dizaines d'habitations. Un puits à eau au milieu de la cour, un four à pain, et une église dédiée à l'archange saint Michel sont construits entre 1372 et 1380. Le blason des seigneurs des Baux (une étoile à 16 rayons) subsiste depuis, au-dessus de la porte principale du château.
En 1426, Cassis est rattaché au Comté de Provence de Louis III d'Anjou. En 1473 le roi René d'Anjou (frère du précédent)  transmet la seigneurie de Cassis aux évêques de Marseille jusqu'à la Révolution française de 1789 (la crosse épiscopale des armoiries de la ville, témoignent de cette époque).
En 1524, l'empereur du Saint-Empire romain germanique Charles Quint fait détruire le château et met la cité à feu et à sang. 
À la fin du XVIIe siècle, le comte de Grignan, gouverneur adjoint de la province, renforce les défenses du château et y fait installer de nouveaux canons d'artillerie.
Au XVIIIe siècle, Cassis s'étend au-delà de ses remparts et se développe autour du port. Le 10 février 1794, le jeune général Bonaparte fait une halte historique au château pour inspecter les batteries militaires de l'armée française, qui seront détruites le 17 avril 1813 par un commando de la Royal Navy.
En 1896, l'administration des domaines vend le château à un buraliste de Saint-Cyr-sur-Mer. Il appartient à la famille Michelin durant 35 ans. L'actuel propriétaire fait entièrement rénover le château en ruine, en Chambres d'Hôtes d'Exception, avec vue sur le port de Cassis, la baie et le vignoble.